# Акадо
«Акадо» — российский телекоммуникационный холдинг, оказывающий услуги доступа в Интернет, телевещания, радиовещания, телефонии и другие услуги связи. Штаб-квартира — в Москве.

## История
История холдинга ведёт начало с июня 1992 года, когда было образовано акционерное общество «Московская телекоммуникационная корпорация» (АО «Комкор»).
В 1995 году ОАО «Комкор» (принадлежавшее тогда компании Moscow CableCom Corp.) учредило дочернее ЗАО «Комкор-ТВ» — оператора связи, до 2005 года оказывавшего услуги под собственным наименованием, с 2005 года — под брендом «Акадо».
В октябре 2004 года владельцем 33,9 % уставного капитала Moscow CableCom Corp., владевшей 100 % акций ЗАО «Комкор-ТВ», стали структуры председателя совета директоров группы «Ренова» Виктора Вексельберга. К июлю 2007 года «Ренова» увеличила долю в Moscow CableCom Corp. до 100 %.
В июне 2006 года «Ренова» объявила о создании компании «Ренова-медиа» с целью консолидации своих медиа- и телекоммуникационных активов.
В марте 2008 года «Ренова-медиа» была переименована в ЗАО «Акадо», а 4 апреля 2008 «Комкор-ТВ» — в «Акадо-Столица».
В 2012 году группа компаний начала переход на использование единой торговой марки «Акадо Телеком» своими дочерними операторами в Москве и Санкт-Петербурге: в июле объявили о ребрендинге московские компании ЗАО «Акадо-Столица» и ОАО «Комкор», в декабре — петербургское ЗАО "ТКС «Нева».
В 2014 году была завершена консолидация активов в единую телекоммуникационную компанию, которая объединяет под своим управлением более 22,5 тыс. км волоконно-оптических линий и обеспечивает услугами связи свыше 3 млн столичных домохозяйств.
11 февраля совет директоров «Акадо» принял решение о назначении на пост генерального директора компании Екатерины Лапшиной, ранее занимавшей должность первого вице-президента «ЭР-Телеком» по стратегии и развитию бизнеса.

### Слияния и поглощения
В 2006—2008 годах холдингом «Ренова» был приобретён ряд телекоммуникационных компаний, которые впоследствии вошли в состав «Акадо».
В марте 2006 года холдинг приобрёл контрольный пакет московского оператора кабельного телевидения «Телеинформ».
В мае 2006 года холдинг приобрёл 50 % уставного капитала белорусского оператора кабельного телевидения ООО «Космос-ТВ».
В конце 2006 — начале 2007 годов были приобретены два московских Интернет-провайдера: в декабре 2006 года — «Миг-Телеком», в январе 2007 года — ООО «Корпорация. EXE».
В июле 2007 года было приобретено ООО «Монтажно-эксплуатационное предприятие „Ортикор“», предоставлявшее услуги кабельного телевидения жителям нескольких районов Екатеринбурга. Тогда же было объявлено о приобретении холдингом оператора ЗАО «Телевизионная кабельная сеть „Нева“», предоставляющего услуги кабельного телевидения в Санкт-Петербурге.
В марте 2008 года холдинг приобрёл московского интернет-провайдера ООО «Телекоммуникационная корпорация РА» (торговая марка Crossnet). Тогда же было объявлено о приобретении холдингом Интернет-провайдера ЗАО «Икар Инвест» (торговая марка «Нетоль К°»), образованного в ноябре 2006 года в результате объединения трех Интернет-провайдеров, действовавших на территории Зеленограда и Солнечногорска — «Горсеть», «Зелан» и «Солнет».
В августе 2008 года холдинг приобрёл екатеринбургского Интернет-провайдера ООО «Олимпус НСП».
В октябре 2011 года была осуществлена сделка по приобретению 100 % уставного капитала ООО «Сертоловское телевидение» — единственного оператора услуг кабельного телевидения в городе Сертолово (в том числе в микрорайоне Чёрная Речка) Ленинградской области. Оператор работал с 2003 года, на момент приобретения абонентская база составляла 6,6 тысяч человек, а охват — более 11 тысяч квартир.
В январе 2022 года «Ростех» и «ЭР-Телеком» совместно приобрели 75 % минус одну акцию «Акадо».

## Собственники и руководство
Единственным акционером компании Akado International Ltd., владеющей структурами холдинга, является Renova Media Enterprises Ltd. В июне 2020 г. холдинг «Ренова» продал контроль в АО «Акадо Холдинг» компании «АВК Инвестментс». ООО «АВК Инвестментс» стало владельцем 51 % «Акадо Холдинг», которому, в свою очередь, принадлежит 100 % ОАО «Комкор» (торговая марка «Акадо Телеком»).
Президент группы компаний «Акадо» — Григорий Новицкий

## Показатели деятельности
Выручка:
- 2007 — 205,4 млн $;
- 2008 — 312,4 млн $ (7,76 млрд руб.);
- 2009 — 8,86 млрд руб.;
- 2010 — 10,56 млрд руб.

Показатель EBITDA:
- 2007 — 29,365 млн $;
- 2008 — 64,505 млн $ (1,60 млрд руб.);
- 2009 — 2,23 млрд. руб.;
- 2010 — 3,65 млрд руб.

В 2010 году общее количество абонентов — физических лиц, обслуживаемых операционными компаниями холдинга, составило более 2,7 млн. Абонентская база платного телевидения составила 511,7 тыс. Количество активных абонентов услуги широкополосного доступа в Интернет увеличилось до 618,9 тыс.

## Структура группы
В группу «Акадо» входят следующие компании:
- ОАО «Комкор» (торговая марка «Акадо Телеком») (74,76 % акций у «Акадо», 12,7 % у Milroy International Invest Ltd., 12,54 % у Правительства Москвы[27]) — предоставляет услуги юридическим лицам под торговой маркой «Акадо-Телеком»[28];
- СООО «Космос ТВ» (50 % уставного капитала у «Акадо», 50 % у республики Беларусь в лице Государственного комитета по имуществу Республики Беларусь) — предоставляет услуги в Белоруссии[13].

Ранее в группу также входили компании ЗАО «Акадо-Екатеринбург» и ЗАО "ТКС «Нева». В 2017 году региональные активы Акадо были приобретены АО «ЭР-Телеком Холдинг» (интернет-провайдер «Дом.ru»)
«Акадо Телеком» работает на базе гибридной волоконно-коаксиальной сети. Коаксиальная часть сети спроектирована по стандарту DOCSIS 1.1 и EuroDOCSIS. Этот стандарт позволяет по одному кабелю предоставлять мультисервисные услуги, такие как цифровое кабельное (стандарт DVB-C) и эфирное телевидение, цифровое радиовещание, телефония, широкополосный доступ в Интернет. В 2011—2012 гг.[уточнить] проходило внедрение DOCSIS 2.0. В некоторых районах Москвы, вследствие присоединения уже существующих сетей, доступ в Интернет осуществляется по технологии Fast Ethernet.

### Доступ в Интернет
Всем абонентам назначается внутренний (серый) статический IPv4. IPv6 не поддерживается. Настройки TCP/IP присваиваются провайдером по протоколу DHCP.
В сетях DOCSIS сегмента авторизация происходит по MAC-адресу и серийному номеру кабельного модема, а также MAC-адресу CPE. Как правило, CPE это компьютер или маршрутизатор абонента.
В целях затруднения распространения вирусов блокируются порты 137—139, 445 (SMB). DNS-запросы (порт 53) разрешены только на сервера самого Акадо. В почтовых приложениях сервер SMTP (порт 25) должен быть mail.akado.ru. Все исходящие письма сканируются на наличие вредоносного кода. При подключении услуги «внешний ip» вышеперечисленные ограничения снимаются.

## Критика
Компания критиковалась за телефонный спам; представитель компании на вопрос как избавиться от телефонного спама отвечал: «Просто подключиться, наконец». Федеральная антимонопольная служба выдала оператору предписание прекратить звонки.
По статистике Роскомнадзора в 2009 году «Акадо» лидирует с большим отрывом по числу жалоб граждан среди всех операторов связи.
В сентябре 2011 года Московское УФАС России оштрафовало компанию «Акадо-Столица» на 300 тысяч рублей за незаконное распространение рекламы по телефону.